# Шапша, Владислав Валерьевич
Владислав Валерьевич Шапша́ (род. 20 сентября 1972, Обнинск, Калужская область, СССР) — российский государственный и политический деятель. Губернатор Калужской области с 16 сентября 2020 (врио 13 февраля — 16 сентября 2020). Секретарь Калужского регионального отделения партии «Единая Россия» с 13 июня 2020 (врио 26 марта — 13 июня 2020).
Глава администрации Обнинска с 27 октября 2015 по 13 февраля 2020 (врио 18 сентября — 27 октября 2015).

## Биография
Родился 20 сентября 1972 года в городе Обнинск Калужской области.
В 1995 году окончил Обнинский институт атомной энергетики по специальности «Прикладная математика», получив квалификацию инженера-математика. В 2003 году с отличием окончил Государственный университет управления по специальности «Государственное и муниципальное управление».
В 1995 году был призван в ряды Вооружённых сил Российской Федерации. Служил на флоте, в городе Североморске. Офицер запаса.
После увольнения в запас в 1997 году устроился на работу в Обнинский городской центр занятости. Прошёл путь от специалиста до заместителя директора.
В 2002 году перешёл на работу в Администрацию губернатора Калужской области в качестве консультанта заместителя губернатора.
В течение 2 лет, с 2004 по 2006 годы, являлся исполнительным директором Калужской областной газеты «Знамя».
В 2006 году начал работать в Администрации города Обнинска: управляющий делами, заместитель главы.
Работал председателем и заместителем председателя Территориальной избирательной комиссии г. Обнинска.
18 сентября 2015 года возглавил администрацию города Обнинска как временно исполняющий, а затем, 27 октября, был избран на данную должность депутатами Обнинского городского собрания (29 депутатов из 30 отдали свои голоса в его поддержку).
Член политсовета Обнинского местного отделения партии «Единая Россия» (секретарь).
В 2018 году принял участие в шоу «БДСМ» («Большая Дорога С Мэром») блогера Ильи Варламова, где ему требовалось пройти по Обнинску по произвольному маршруту, отвечая без подготовки на неудобные вопросы ведущего.

## Губернатор Калужской области
С 13 февраля 2020 — временно исполняющий обязанности губернатора Калужской области после отставки Анатолия Артамонова, руководившего областью почти 20 лет.
13 сентября 2020 в единый день голосования одержал победу на выборах губернатора Калужской области, набрав 71,19% голосов, при явке избирателей 35,36%. 16 сентября 2020 года вступил в должность губернатора области.
21 декабря 2020 года указом президента России включён в состав Госсовета страны.

## Санкции
С июля 2022 года, за поддержку войны России против Украины, находится под санкциями Великобритании.
19 августа 2022 года внесён в санкционный список Канады «близких соратников режима, которые являются соучастниками агрессии российского режима против Украины».
6 декабря 2022 года внесён в санкционный список стран Евросоюза за поддержку агрессивной войны против Украины, реализации политики, подрывающую территориальную целостность, суверенитет и независимость Украины. Евросоюз отмечает что Шапша участвует в незаконной перевозке украинских детей в Россию и их усыновление русскими семьи, при этом его действия нарушают права украинских детей и украинского права.
24 февраля 2023 года Госдепом США Шапша включён в санкционный список лиц причастных к «осуществлению российских операций и агрессии в отношении Украины, а также к незаконному управлению оккупированными украинскими территориями в интересах РФ», в частности за «призыв граждан на войну в Украине».
Также включён в санкционные списки Швейцарии, Австралии, Украины и Новой Зеландии.

## Семья
Женат, воспитывает ребёнка.

## Награды
- орден Дружбы (декабрь 2022) — за укрепление мира, дружбы, сотрудничества и взаимопонимания между народами, за большой вклад в реализацию совместных с РФ крупных экономических проектов и привлечение инвестиций в экономику страны[25][26];
- нагрудный знак «80 лет освобождения Гомельской области от немецко-фашистских захватчиков» (Гомель, 03.07.2024)[27].